# Wifredo II de Besalú
Wifredo II de Besalú (?-957) fue conde de Besalú (927-957). Hijo de Miró II de Cerdaña (878-927) y su mujer Ava de Cerdaña (c. 900 - 961), era el segundo de cuatro hermanos. 

## Biografía
En verdad, del matrimonio de Miró II y Ava de Cerdeña nacieron cuatro varones: Sunifredo, conde de Cerdaña (927-968),  Wifredo, Oliba Cabreta y Miró Bonfill, obispo de Gerona; y tres o cuatro hijas, llamadas Quixilona, Goltregoda, Guilinda y Sesenauda. Al morir Miró II, Wifredo heredó el condado de Besalú, mientras su hermano mayor, Sunifredo recibía el condado de Cerdaña. Ambos eran menores de edad y su madre Ava hizo de regente hasta el año 941.
Ya como conde fundó el monasterio de San Pedro de Camprodón comprando al obispo de Gerona, Gotmar, el 14 de abril de 948 la iglesia parroquial con sus diezmos y primicias y convirtiéndola en el núcleo inicial del nuevo monasterio. Más tarde, se estableció allí una comunidad benedictina. Había que dar forma legal a la fundación del nuevo monasterio, y por eso solicitó un precepto real a Luis IV de Francia. Fue el último conde del marquesado de Gotia que fue a rendir vasallaje al rey de Francia.
En 957 se produjo en Besalú una revuelta nobiliaria, liderada por un clérigo llamado Adalberto y en la que seguramente estuvieron implicados los hijos del antiguo conde Radulfo I. La revuelta tomó suficientes proporciones como para que Wifredo ordenara encerrarse dentro del castillo de Besalú a sus huestes. Los sublevados lo rodearon, iniciando el asedio. Esto hizo que Wifredo, no viendo posibilidades de resistir, buscara la salvación en la fuga, pero fue alcanzado por los sublevados, que consiguieron atraparlo y el mismo Adalberto le dio muerte con su puñal.  Sunifredo consiguió dominar el alzamiento y confiscó los bienes de los sublevados. Muerto Wifredo sin descendencia, lo sucedió su hermano mayor, Sunifredo II de Cerdaña.
| Predecesor: Miró II | Conde de Besalú 927-957 | Sucesor: Sunifredo II |